# Хруслов, Георгий Моисеевич
Георгий (Егор) Моисеевич Хруслов (1 [13] февраля 1861, Темрюк, Кубанская область — 11 [24] февраля 1913, Москва) — русский живописец-пейзажист.

## Биография
Уроженец Темрюка в Кубанской области, из купеческой семьи. Учился в Московском училище живописи, ваяния и зодчества (1878–1889).
Участвовал в выставках ТПХВ как экспонент, также был уполномоченным Товарищества по выставкам.
С 1899 года почти четырнадцать лет состоял хранителем Третьяковской галереи.
Умер (покончил с собой, бросившись под поезд) 11 февраля 1913 года из-за порчи ножом картины Ильи Репина «Иван Грозный и сын его Иван» старообрядцем, иконописцем, сыном крупного мебельного фабриканта Абрамом Балашовым. Сохранилась переписка Хруслова с И. И. Шишкиным. Многие материалы, относящиеся к Г. М. Хруслову, имеются в РГАЛИ.

## Интересный факт
На летний отдых семья Морозовых переезжала в своё имение, куда также приезжал и пейзажист-передвижник Егор Моисеевич Хруслов, под чьим руководством братья Морозовы писали этюды с натуры. В 1889 году Михаил и Иван Морозовы отправились с Хрусловым в совместное путешествие по Волге и далее на Кавказ. Уроки живописи не прекращались и во время этого путешествия.

## Труды
Работы художника находятся в Государственной Третьяковской галерее и некоторых музеях России.